# Rolf Kniffka
Rolf Kniffka (* 13. Juli 1949 in Brilon-Wald) ist ein deutscher Jurist und war zuletzt Vorsitzender Richter am Bundesgerichtshof des VII. Senats (Bausenats).

## Biographie
Nach Jurastudium und Rechtsreferendariat trat Kniffka 1977 in den Justizdienst des Landes Nordrhein-Westfalen ein. Er begann seine Justizlaufbahn als Richter auf Probe am Landgericht Bonn und wurde an den Amtsgerichten Siegburg, Bonn und Waldbröl eingesetzt. Nach einer Beurlaubung zur Gesellschaft für Mathematik und Datenverarbeitung promovierte Kniffka 1983 an der Universität Bonn mit der Untersuchung „Die haftungsrechtliche Privilegierung der Richter in Deutschland und England“ zum Dr. iur. 1983  wurde Kniffka zum Richter am Landgericht Dortmund ernannt. 1991 wurde er dann Richter am Oberlandesgericht Hamm. In den Jahren 1989 bis 1993 war er als wissenschaftlicher Mitarbeiter an den Bundesgerichtshof abgeordnet. Am 2. Juni 1998 wurde Kniffka Richter am Bundesgerichtshof, wo er dem für das Baurecht zuständigen VII. Zivilsenat und dem Dienstgericht des Bundes zugewiesen wurde. Am 6. November 2008 wurde er zum Vorsitzenden Richter am BGH ernannt; er leitete seitdem den VII. Zivilsenat.
Mit Erreichen der Altersgrenze trat Kniffka zum 1. November 2014 in den Ruhestand.
Kniffka begründete im Jahr 2006 den Dachverband aller Baurechtsverbände einschließlich der Sachverständigen, Architekten und Ingenieure sowie Baubetriebswissenschaftler und war bis Mai 2012 Präsident des Deutschen Baugerichtstags mit Sitz in Hamm. Außerdem ist er Honorarprofessor an der Gottfried Wilhelm Leibniz Universität Hannover.
Kniffka war Mitherausgeber der Zeitschrift Baurecht (BauR) im Werner-Verlag. Er verfasste zahlreiche Beiträge zum privaten Baurecht. An Veröffentlichungen zu nennen ist das mit Koeble zusammen herausgegebene Kompendium des Baurechts sowie der Online-Kommentar zum Bauvertragsrecht. Nach seiner Pensionierung wirkte Kniffka als Schlichter und Schiedsrichter in Bausachen und hielt zahlreiche Vorträge sowie Seminare zu dieser Thematik, zum Teil auch im Ausland, ab. Für sein außerordentliches Wirken erhielt er zahlreiche Auszeichnungen. U.a. wurde er als Ehrenmitglied und Träger des Tiefbaurechtspreises vom CBTR Centrum für Deutsches und Internationales Baugrund- und Tiefbaurecht im Jahr 2017 ausgezeichnet. Auch wurde ihm 2016 von der Deutschen Gesellschaft für Baurecht e.V. der Deutsche Baurechtspreis verliehen.